# Croquembouche

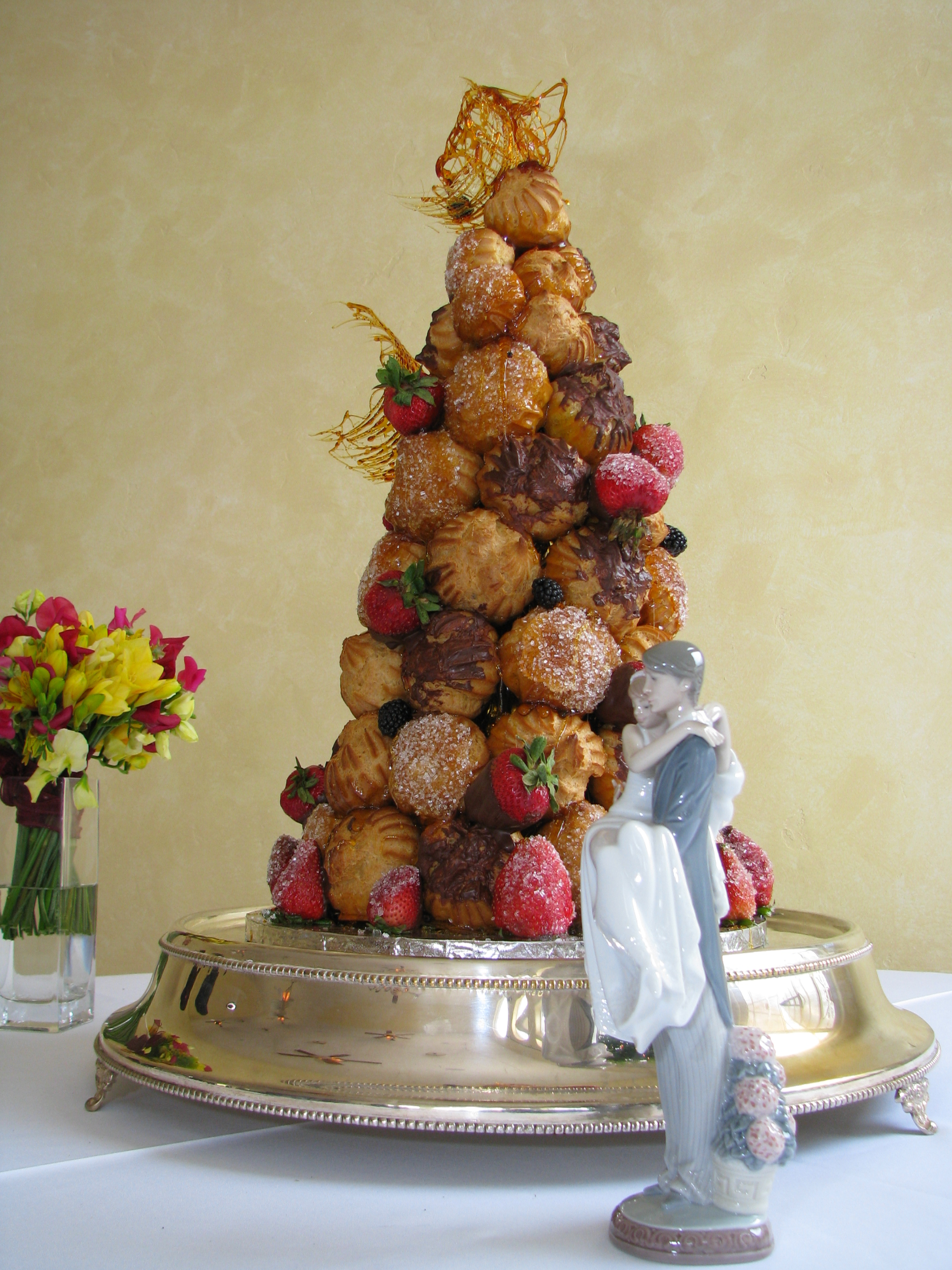
Croquembouche de mariage.

Le croquembouche est un assemblage de pâtisseries croquantes faites de choux de pâte, de crème pâtissière et de caramel. En France, pays dont il est originaire, il est souvent servi comme gâteau de mariage et réalisé avec des choux à la crème et du sucre caramélisé (nougatine) montés en cône. Cette pâtisserie est alors appelée « pyramide de choux » voire « pièce montée ».

## Orthographe
Ce mets, désormais orthographié « croquembouche » dans les ouvrages de référence, connaît plusieurs orthographes. Le nom de ce mets fut orthographié « croqu'en-bouche » en 1808 (par Grimod de La Reynière), « croque-en-bouche » en 1818, puis « croquembouche » à partir de 1845, mais Jules Gouffé l'écrit également « croquenbouche ».

## Évolution
En 1806, André Viard cite le croque-en-bouche dans son Cuisinier impérial comme pièce d'entremets pour des repas de plus de quarante convives, mais sans en donner de définition.
En 1818, le croque-en-bouche est défini comme une pâtisserie formée dans un moule que l'on garnit entièrement de petits choux de pâte préalablement cuits au four puis trempés dans du sucre clarifié bouilli jusqu'au soufflé.
En 1822, pour Antonin Carême, les croque-en-bouche aux pistaches — déjà évoqués par Grimod de La Reynière — à la reine ou aux anis sont des relevés de rôts et des pièces d'entremets.
Dans son édition de 1846 intitulée Le Cuisinier royal, Viard donne des recettes de croque-en-bouche de fruits (de cerises, de quartiers d'oranges, de fruits candis, de marrons grillés).
En 1860, M. Leblanc distingue les croque-en-bouche de fonds (rangées de petits gâteaux liées entre elles avec du caramel), d'entremets (rangées de petits gâteaux de feuilletage, de meringues ou de fruits) et aux oranges (surmonté d'une aigrette en sucre filé).
En 1867, Gouffé propose quant à lui, dans son Livre de cuisine, le croquenbouche aux oranges, un autre de morceaux de génoise glacés de sucre au cassé et un autre encore de petits choux fourrés de marmelade d'abricots.
Alexandre Dumas, dans son Dictionnaire de cuisine paru en 1873, reprend une définition déjà donnée en 1839 par le comte de Courchamps :

« On donne ce nom aux pièces montées qui se font avec des croquignolles, des gimblettes, macarons, nougats et autres pâtisseries croquantes, qu'on réunit avec du sucre cuit au cassé et qu'on dresse sur une abaisse de feuilletage en forme de large coupe. »

Sans évoquer le fait que Courchamps rappelait les dessins de Carême dans le Pâtissier pittoresque et précisait que le croquembouche n'est utilisé que pour l'ornement d'un buffet de grand bal ou pour la décoration d'un ambigu d'apparat.
En 1873 encore, Émile Littré réduit le tout en écrivant que le croquembouche est le nom donné à « toute sorte de pâtisserie croquante, et, particulièrement, certains petits bonbons glacés qu'on met comme ornement sur certaines pâtisseries ».

## Dans la culture populaire
- Le film Pièce montée de 2010 fait la part belle au croquembouche.
- Un épisode de la saison 1 de la série Faking It s'appelle Remember the Croquembouche (Tu te rappelles du croquembouche ? en français) et met à l'honneur cette spécialité. Le croquembouche est ensuite régulièrement évoqué durant toute la série comme un gag récurrent.
- Dans l'épisode du 15 novembre 2015 de Last Week Tonight, John Oliver utilise le motif symbolique du croquembouche, qualifié de freedom tower française, pour illustrer l'idée que la France se relèvera des attentats du 13 novembre 2015, et qu'une guerre culturelle contre elle est perdue d'avance[11],[12].
- Dans le manga One Piece d'Eiichiro Oda, Big Mom l'un des Quatre Empereurs, apparaît en rage et ravage son île à la recherche d'une pâtisserie particulière : un croquembouche[13].
- Dans le drama coréen coréen Panda et hérisson de l'épisode 12 et 13, Ko Seung Ji confectionne un croquembouche pour une soirée entre amis et ensuite doit en faire un pour le mariage d'un client.
- Dans la télé-réalité "Les Kardashian", saison 3 episode 7. Lors du dîner d'anniversaire de Kris Jenner un croquembouche lui est apporté, il s'agit d'un de ses desserts préférés.
- Le musiciens Claude Delangle a créé une oeuvre "croquembouches "sur allmusic.com.